# Азербайджано-черногорские отношения
Азербайджано-черногорские отношения — двусторонние отношения между Азербайджаном и Черногорией в политической, экономической и иных сферах. 

## История
Азербайджан признал независимость Черногории 24 июля 2006 года. 24 апреля 2008 года между странами установлены дипломатические отношения.
Дипломатическое представительство Азербайджана в Черногории открылось 24 апреля 2012 года. Дипломатическая миссия аккредитована из посольства Азербайджана в Сербии.
9 апреля 2019 года открыто дипломатическое представительство Черногории в Азербайджане.
В парламенте Азербайджана действует рабочая группа по двусторонним отношениям с Черногорией. Руководитель группы — Али Масимли.
7 марта 2013 года создана межправительственная комиссия по экономическому сотрудничеству. Первое заседание комиссии проведено 5 марта 2014 года в Подгорице.
Президент Черногории Филип Вуянович в декабре 2013 года принимал участие в церемонии подписания инвестиционного решения по «Шахдениз-2», в рамках которого был подписан Меморандум о сотрудничестве между Азербайджаном, Албанией, Хорватией и Черногорией о Южном газовом коридоре и Юго-Восточном европейском коридоре. 
26 августа 2016 года Азербайджан, Хорватия, Албания, Черногория и Босния и Герцеговина подписали Меморандум о взаимопонимании по строительству Ионическо-Адриатического газопровода (IAP).
В 2015 году Черногория ввела безвизовый режим с Азербайджаном с правом пребывания на срок 90 дней.
Между странами подписано 17 документов.

## В области экономики
8 апреля 2016 года Центральный банк Черногории выдал лицензию на деятельность «Azmont Banka», банка который создан «Azmont Investments» и компанией «Azerbaijan Global Investments». Банк осуществлял финансирование строительства курорта «Portonovi» в пос. Кумбор на берегу Которского залива около города Херцег-Нови. Территория курорта составила 3,5 км2 (26 гектар). На курорте расположено 200 жилых домов и 50 вилл. 22 апреля 2016 года начато строительство пятизвёздочного отеля. Курорт открыт в 2019 году. Первоначальная стоимость проекта составила 500 млн долларов. На январь 2020 года в курорт вложено 1 млрд евро. 
| Годы  | 2011 | 2012 | 2013 | 2014 | 2015 | 2016 | 2017  | 2018 |
| Сумма | 3,7  | 10,6 | 11,9 | 85,3 | 4,3  | 16,6 | 142,2 | 31,2 |

### Товарооборот (тыс. долл)
| Год  | Экспорт Азербайджана | Импорт Азербайджана | Сумма товарооборота |
| ---- | -------------------- | ------------------- | ------------------- |
| 2020 | 7,66                 | 22,59               | 30,25               |
| 2021 | 0,60                 | 112,81              | 113,41              |
| 2022 | 0                    | 226,39              | 226,39              |
| 2023 | 2,63                 | 346,73              | 349,36              |
| 2024 | 30,10                | 1 036,33            | 1 066,43            |

Экспорт Черногории: лекарственные средства.
Экспорт Азербайджана: реактивное топливо.

## Туризм
С июля по сентябрь осуществляются еженедельные прямые чартерные рейсы Баку — Тиват — Баку.

## Культурные отношения
В Подгорице функционирует Культурно-экономический центр Азербайджана и Черногории.